# Geneva (Pennsylvania)
Geneva is een plaats (census-designated place) in de Amerikaanse staat Pennsylvania, en valt bestuurlijk gezien onder Crawford County.

## Demografie
Bij de volkstelling in 2000 werd het aantal inwoners vastgesteld op 115.

## Geografie
Volgens het United States Census Bureau beslaat de plaats een oppervlakte van 0,6 km², geheel bestaande uit land. Geneva ligt op ongeveer 344 m boven zeeniveau.

## Plaatsen in de nabije omgeving
De onderstaande figuur toont nabijgelegen plaatsen in een straal van 12 km rond Geneva.